# Yū Yū Hakusho Gaiden
Yū Yū Hakusho Gaiden  (幽☆遊☆白書 外伝) est un jeu vidéo d'aventure sorti en 1994 sur Mega Drive. Le jeu a été développé par Gau Entertainment et édité par Sega. Il est inspiré du manga Yū Yū Hakusho et n'est sorti qu'au Japon.